# Sebastian Haseney
Sebastian Haseney (* 27. August 1978 in Suhl) ist ein ehemaliger deutscher Nordischer Kombinierer. Der Polizeimeister der Bundespolizei startete für den Verein SC Motor Zella-Mehlis. Er zählte zusammen mit Hannu Manninen zu den stärksten Langläufern unter den Nordischen Kombinierern seiner Zeit.

## Werdegang

### Anfänge
Haseney bekam im Alter von zwei Jahren von seinen Eltern Anleitung im Skilaufen. Mit sechs Jahren als Kindergartenkind hatte er sich bei einem Schulwettkampf gegen drei Jahre ältere Kinder durchgesetzt. Ein Trainer vom Verein SC Motor Zella-Mehlis, der auf Talentsuche war, fragte ihn, ob er nicht mal zum Training kommen möchte. Im Jahr 1985 begann Haseney im Alter von sieben Jahren seine Karriere im Skilanglauf und im Skispringen. Ab 1994 wurde er vom Deutschen Skiverband (DSV) auch international eingesetzt. Von 1994 bis 1998 ging er auf das Sportgymnasium in Oberhof und legte das Abitur ab.

### 1999 bis 2003
Als er zur Saison 1998/99 in den B-Weltcup der Nordischen Kombination aufgenommen wurde, gelang ihm in Garmisch-Partenkirchen und in Chamonix jeweils ein zweiter Platz und in Lake Placid konnte er sogar das Rennen gewinnen. Durch die guten Leistungen im B-Weltcup wurde er für die Skiweltmeisterschaft in der Ramsau nominiert und eingesetzt. Bei den Deutschen Meisterschaften in Oberwiesenthal im Erzgebirge stürmte er vom Platz drei nach dem Springen im 15-km-Langlauf zur Goldmedaille. Bei seinen ersten Skiweltmeisterschaften erreichte er in der Teamstaffel den sechsten Platz und im Sprint den achten Platz. Nach den Skiweltmeisterschaften wurde er erstmals in den A-Weltcup der Nordischen Kombination aufgenommen und erreichte beim Debüt in Lahti Platz drei hinter dem Finnen Samppa Lajunen und dem Norweger Bjarte Engen Vik, die weiteren Platzierungen in Oslo und in Falun waren jeweils ein achter Platz. Die erste Saison im Weltcup schloss er in der Gesamtwertung mit Platz 23 ab. Im Frühjahr 1999 musste er am Meniskus operiert werden. In der Weltcupsaison 1999/2000 erreichte er zweimal den fünften und dreimal den achten Platz. In der Gesamtwertung verbesserte sich Haseney auf den 15. Platz. Auch im Jahr 2000 wurde er Deutscher Meister.
Sein erster Weltcupsieg gelang ihm kurz vor der Skiweltmeisterschaft 2001 in der Saison 2000/01 in Steamboat Springs. Bei den Skiweltmeisterschaften in Lahti erreichte er im Gundersen Platz 31 sowie den vierten Platz mit der Teamstaffel. Den Gesamtweltcup schloss er als Zehnter ab. Beim Bundesgrenzschutz in Bad Endorf machte er eine Ausbildung zum Polizeimeister. Zu Beginn der Weltcup-Saison 2001/02 kam er in Kuopio auf den vierten Platz. In Val di Fiemme wurde er im Sprint Fünfter und in Lahti Dritter im Sprint und belegte in dieser Saison Rang 13 in der Weltcupgesamtwertung. Bei seinen ersten Olympischen Winterspielen 2002 in Salt Lake City wurde er im 15-km-Rennen 21. 2002 holte er seinen dritten nationalen Titel. Wegen seiner Ausbildung zum Polizeimeister konnte er erst spät nach 15 Uhr trainieren und so kam er in der Saison 2002/03 in der Gesamtwertung nur auf den 23. Platz. Im Sommer 2003 trainierte er mit seinem Heimtrainer Siegfried Sturm sein großes Problem Sprungtechnik, denn in den letzten Jahren lag seine Schwäche im Übergangsbereich nach dem Absprung.

### 2004 bis 2008
Außerdem nahm Haseney für ein Rennen beim Langlaufweltcup in Düsseldorf 2003 im 1.5-km-Sprint teil, wurde 68. Die Fortschritte konnte man am Anfang der Saison 2003/04 sehen, denn er war mehrmals unter den ersten zehn. Zwischenzeitlich lag Haseney im Gesamtweltcup auf dem dritten Platz, aber am Ende belegte er den sechsten Platz im Gundersen und den vierten Platz im Sprint. Eine Saison später war er dreimal unter den besten zehn zu sehen, mit den restlichen Ergebnissen war Haseney allerdings nicht zufrieden. So landete er im Gesamtweltcup erneut nur auf Platz 23.
Bei der Skiweltmeisterschaft 2005 in Oberstdorf gewann er mit dem Team die Silbermedaille. Auch die Weltcupsaison 2005/06 begann mit guten Ergebnissen, denn in Lillehammer war er Siebter im Sprint, in Harrachov Fünfter im Gundersen-Wettbewerb. In der Weltcupwertung kam er auf den 17. Platz. Bei den Olympischen Winterspielen 2006 in Turin war er zunächst Zuschauer, weil man ihn im Team nicht eingesetzt hatte. Im Gundersen wurde er Sechster und im Sprint 29. Bei den Olympischen Winterspielen in Turin hatte er seinen besten Saisonwettkampf gemacht. Die Saison 2006/07 begann für Haseney mit guten Ergebnissen im Weltcup. So sprang für ihn dreimal der zweite Platz und zweimal der dritte Platz heraus. In der Weltcupgesamtwertung landete er auf dem achten Platz. Bei der Skiweltmeisterschaft 2007 in Sapporo gewann er mit dem Team die Silbermedaille, im Gundersen den neunten Platz und im Sprint den 26. Platz. Im Juni 2007 musste Haseney am rechten Knie operiert werden.

### 2009 bis 2011
Seinen zweiten Sieg feierte er in der Weltcupsaison 2007/08 beim Weltcup-Sprint in Val di Fiemme. Trotz Fieber trat er zu diesem Rennen an. Einen Tag zuvor belegte er den dritten Platz im Einzel. Am Ende der Saison reichte es in der Gesamtwertung nur zu Platz 16. In der Wintersaison 2008/09 erkrankte er im Januar 2009 durch eine Virus-Infektion. Ihm gelang es im Weltcup nur dreimal, unter den ersten zehn das Rennen zu beenden, und er wurde am Ende nur 20. im Gesamtstand. Bei seinen letzten Skiweltmeisterschaften 2009 in Liberec kam er im Gundersen als neunter ins Ziel. Sich zum dritten Mal für die Olympischen Winterspiele 2010 in Vancouver zu qualifizieren schaffte er eine Saison später nicht. Im Januar 2010 war er mit seinen Leistungen nicht zufrieden und gesundheitlich war er wieder angeschlagen. Im Januar 2011 beendete er seine aktive Karriere.

## Privat
Seit einigen Jahren ist er mit der Bankangestellten Maika liiert. Der ehemalige Skisprungbundestrainer Reinhard Heß ist Maikas Onkel. Im Oktober 2007 wurde Haseney Vater eines Sohnes.